# Georges Bourienne
Georges Bourienne, né le 9 avril 1860 à Rouen et mort le 27 décembre 1935 à Rouen, est un architecte français.

## Biographie

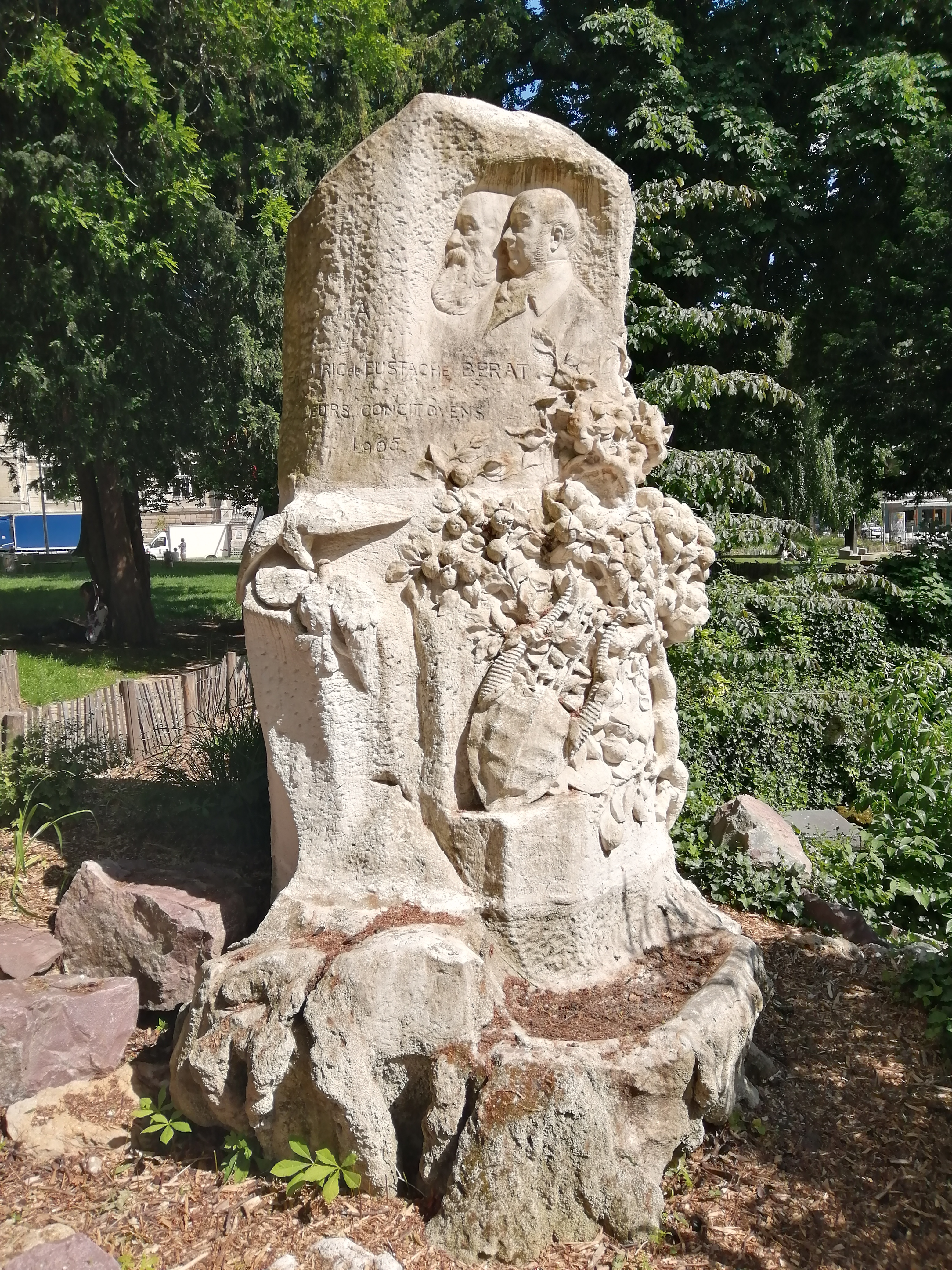
Monument dédié à Frédéric et Eustache Bérat.

Il est l'auteur à Barentin de la mairie, d'une école maternelle, du sanatorium de Campeaux et du monument aux morts.
En 1905, il réalise avec le statuaire Alphonse Guilloux le monument de Frédéric et Eustache Bérat situé dans le square Verdrel à Rouen.
Il restaure l'entrée du Crédit lyonnais, rue du Gros-Horloge à Rouen.
À Oissel, il est l'auteur d'un monument aux morts (1898), d'une cantine scolaire (1910) et du groupe scolaire inauguré le 27 août 1933.
Son cabinet est situé au no 18 rue Jeanne-d'Arc puis au no 19 rue aux Juifs à Rouen.
Ses obsèques sont célébrées dans la cathédrale Notre-Dame de Rouen et il est inhumé au cimetière de Sotteville-lès-Rouen.
Son fils André sera également architecte.

## Distinctions
- Officier d'académie